# 김희영 (성우)
김희영(1977년 9월 5일 ~ )은 한국의 여자 성우다. 2002년 KBS에 입사했으며 현재는 KBS 29기다. 한국방송 성우극회 소속이다.

## 주요 출연작품

### 애니메이션
- 지구로 (애니맥스) - 피시스 / 시로에 / 상급생 / 그랜드마더 / 페스타치오

### 방송
- 무한지대큐 (KBS)